# 1946 au Nouveau-Brunswick
Chronologie du Nouveau-Brunswick
- 1942
- 1943
- 1944
- 1945
- 1946
- 1947
- 1948
- 1949
- 1950

Cette page concerne des événements d'actualité qui se sont produits durant l'année 1946 dans la province canadienne du Nouveau-Brunswick.

## Événements
- Avril : fondation du Collège de Technologie forestière des Maritimes à Fredericton.
- 3 décembre : fondation des Caisses populaires acadiennes.

## Naissances
- 7 avril : Herménégilde Chiasson, lieutenant-gouverneur du Nouveau-Brunswick.
- 25 avril : Rosemarie Landry, chanteuse.
- 28 juin : Hélène Harbec, écrivaine.
- 17 juillet : Carolyn Stewart Olsen, sénatrice.
- 24 octobre : Roy Boudreau, député, président de l'Assemblée législative du Nouveau-Brunswick.
- 17 décembre : Peter Trites, député.

## Décès
- 17 août : John Patrick Barry, député.
- 27 décembre : John Babington Macaulay Baxter, premier ministre du Nouveau-Brunswick.